# Teleconnessioni atmosferiche

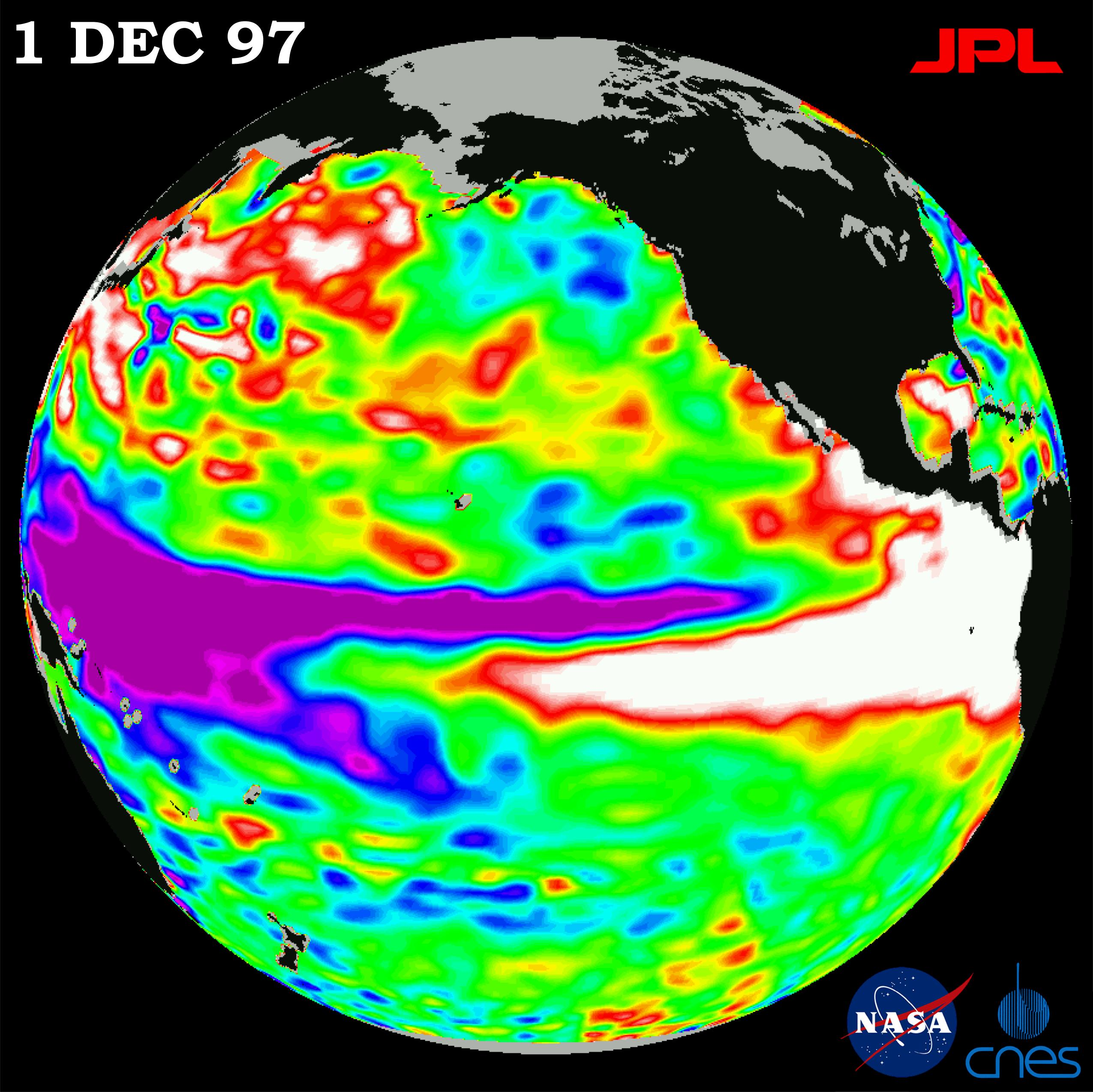
ENSO, la più famosa tra le teleconnessioni atmosferiche

In meteorologia le teleconnessioni atmosferiche sono pattern atmosferici ovvero degli "schemi di circolazione" atmosferici altrimenti detti modi di variabilità a scala sinottica a bassa, media e alta frequenza della circolazione atmosferica. Esse sono dunque espressione di parte della variabilità meteorologica e in alcuni casi anche di variabilità climatica. Il loro studio, a fini diagnostici o prognostico-previsionali, rientra nel campo relativamente recente della meteorologia teleconnettiva.

## Descrizione

Indice NAO

Indice Oscillazione artica

QBO Oscillation

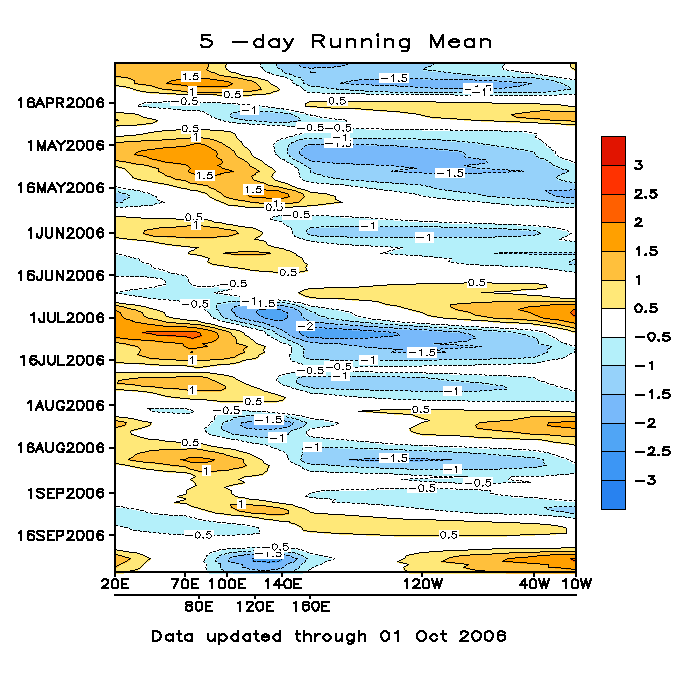
Madden Julian Oscillation

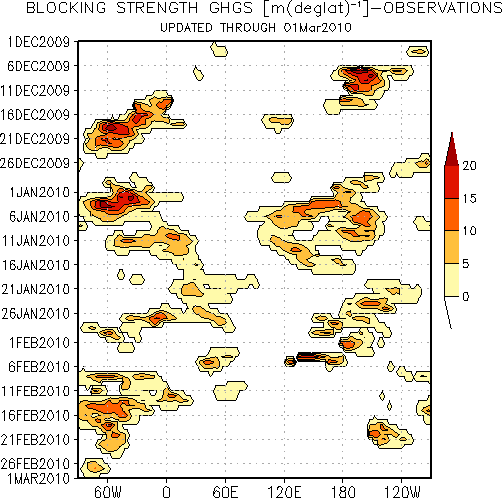
Indice di Blocco

Più precisamente due punti dell'atmosfera si dicono teleconnessi se i parametri fisico-meteorologici associati, quali ad esempio pressione e/o temperatura, sono tra loro correlati o anticorrelati nel tempo, cioè variano in maniera sincrona allo stesso modo o in maniera inversamente proporzionale tra loro evidenziando appunto una stretta correlazione statistica.
La dinamica della teleconnessione è ciclica, ma caotica. Sono dette "pattern atmosferici" perché ad ogni fase della loro oscillazione ciclica si associano, statisticamente sulla regione interessata, precise condizioni atmosferiche riuscendo a volte anche ad influenzare le condizioni meteo-climatiche di regioni molto distanti dalla sede della teleconnessione stessa agendo cioè a scala emisferica o addirittura globale.

### Tipi di teleconnessioni
Esistono teleconnessioni strettamente atmosferiche e teleconnessioni strettamente oceaniche caratterizzate da anomalie termiche delle acque superficiali (SSTA) ciascuna con un proprio periodo di oscillazione, alcune accoppiate con la circolazione atmosferica:
- alla prima categoria appartengono la NAO (North Atlantic Oscillation), la PNA Pacific North America, la PSA Pacific South America, l'AO Arctic oscillation, l'Indice NAM, la SCAND Scandinavian pattern, il QBO Quasi Biennal Oscillation, l'Indice di Blocco (BI) la EAWR East Atlantic West Russia, l'Oscillazione di Madden-Julian.
- al secondo tipo appartengono invece l'ENSO El-Nino Southern Oscillation, la PDO Oscillazione Pacifica Decadale, la IDO Indian Dipole Oscillation, l'AMO Atlantic Multidecal Oscillation.

Teleconnessioni atmosferiche e oceaniche si accoppiano tra loro in maniera complessa non-lineare coerentemente con la natura complessa del Sistema Climatico che è per sua natura un sistema accoppiato atmosfera-oceano in reciproca interazione tra loro. Ogni teleconnessione è caratterizzata da un indice variabile (teleconnection index) che esprime stato e intensità della sua evoluzione ciclica ovvero delle sue fasi, positiva (+) e negativa (-).

### Studio delle teleconnessioni
Lo studio delle teleconnessioni atmosferiche e oceaniche costituisce un relativamente nuovo e interessante tipo di approccio allo studio della circolazione atmosferica e oceanica a scala medio-grande diverso dall'uso dei modelli fisico-matematici globali (GCM e AOGCM) che in generale non riescono a mettere in evidenza i pattern di circolazione; l'esistenza di schemi di circolazione tipici e ricorrenti rappresenta indubbiamente un elemento di ordine di fronte all'apparente, assoluta e intrinseca "caoticità" della circolazione atmosferica.
Il vantaggio immediato delle teleconnessioni è che esse rappresenterebbero quindi uno strumento ideale per la previsione atmosferica a media-lunga scadenza cioè con range temporale ultramensile (previsioni stagionali) ovvero molto al di là di quello dei modelli fisico-matematici meteorologici che è invece limitato a non più di 7-15 giorni; tuttavia la natura puramente statistica e, salvo alcuni casi specifici, addirittura caotica nel lungo periodo anche delle teleconnessioni rende il loro utilizzo riservato prevalentemente come strumento diagnostico delle condizioni attuali dell'atmosfera in un certo istante temporale piuttosto che come strumento di prognosi per la previsione del suo stato futuro. Solo in qualche caso, grazie alla natura ciclica e regolare di alcune teleconnessioni, l'abilità del meteorologo consiste nel leggere l'evoluzione futura della circolazione atmosferica grazie anche ad analogie della dinamica delle teleconnessioni.
Lo studio dei ricercatori ha portato comunque allo sviluppo di alcuni modelli stocastici per la previsione delle teleconnessioni stesse come nel caso dell'ENSO.

### Influenze meteorologiche e climatiche
Le teleconnessioni hanno influenza a scala intrastagionale o stagionale per quelle atmosferiche e a scala stagionale, decadale o multidecadale per quelle oceaniche (PDO, AMO) quindi i pattern hanno influenze climatiche locali o globali oltre che meteorologiche; esse si collocano dunque nel punto di confine tra la scala di previsione temporale meteorologica e quella climatica; in particolare i sostenitori della causa naturale dei cambiamenti climatici attuali (i cosiddetti "scettici" del AGW) sostengono che almeno i cicli oceanici siano alla base, assieme ad altre forzanti di origine naturale quali la variazione dell'output solare (TSI) e del flusso dei raggi cosmici, del riscaldamento globale osservato negli ultimi 150 anni e più in generale anche delle variazioni climatiche a scala ultracentenaria, quali piccola era glaciale (PEG) e periodo caldo medioevale. Studi ufficiali hanno per il momento mostrato l'inconsistenza di tali tesi almeno per quel che riguarda il recente riscaldamento globale.

## Galleria d'immagini

Indice AMO
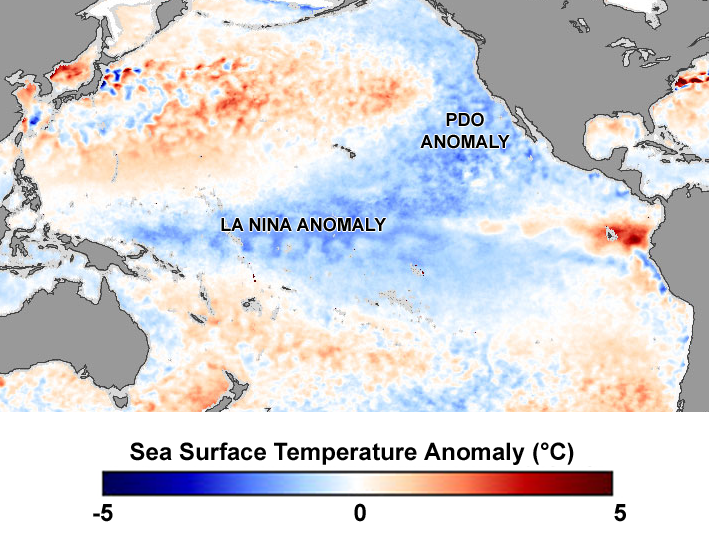
ENSO e PDO Oscillazione Pacifica Decadale